# Nymphomyia
Nymphomyia ist eine Gattung der Mücken mit urtümlicher Morphologie und unsicherer systematischer Stellung. Sie bildet als einzige Gattung die (damit monotypische) Familie Nymphomyiidae. Nymphomyia-Arten leben in Nord- und Ostasien und in Nordamerika. Die Larven sind aquatisch (wasserlebend).

## Merkmale

### Imagines
Nymphomyiidae sind grazile, schlanke, blass gelblich gefärbte Mücken mit Körperlänge von etwa 1,5 bis 2,5 Millimeter. Die Flügel sind lang und sehr schlank, mit stark reduzierter Aderung, ihre Fläche wird durch einen dichten Saum aus Haarborsten vergrößert, wobei die Haare länger sind als die Flügelbreite.
Der Kopf ist vorgestreckt und prognath (d. h. die Mundöffnung zeigt nach vorn), er ist hinten breit und nach vorn hin zugespitzt. Die Mundwerkzeuge sind rudimentär und funktionslos, die Tiere nehmen im Imaginalstadium keine Nahrung mehr auf. Die Komplexaugen bestehen aus ca. 35 bis 40 Ommatidien, sie sind auf der Oberseite des Kopfes breit getrennt und auf der Unterseite genähert oder miteinander verbunden. Hinter den Komplexaugen sitzt jeweils ein weiteres, einlinsiges Auge, das möglicherweise auf die Larvenaugen (Stemmata) zurückgeht. Die Antennen sind kurz, sie bestehen aus drei erkennbaren Gliedern. Auf das Basisglied (Scapus) und Wendeglied (Pedicellus) folgt eine Geißel aus einem einzigen gestielt keulenförmigen, zur Spitze hin abgeplatteten großen Glied, das basal durch Reihen winziger Borsten undeutlich geringelt ist. Die Mundwerkzeuge bestehen nur noch aus einem zungenförmigen, weichen Anhang, der zwei kleine Papillen trägt.
Der Thorax ist lang, schlank und zylindrisch, das mittlere Segment (Mesothorax) mit den Flügeln ist das längste. Die Flügel bestehen aus einem streifenförmigen bis dreieckigen Lappen mit reduzierter Aderung, der ringsum einen langen Haarsaum trägt. Ihre Länge erreicht etwa 2 Millimeter. Die Randader (Costa) ist deutlich und umgibt den gesamten Flügelrand. Subcosta und Radius sind sehr kurz und münden nahe der Flügelbasis in die Costa ein. Die Radiusschaltader Rs ist gebogen und endet im basalen Flügeldrittel in der Costa, andere Adern sind sehr undeutlich. Hinter den Flügeln sitzt, wie typisch für Dipteren, ein Paar relativ großer Schwingkölbchen (Halteren). Die Beine sind lang und schlank, mit langgestreckten Hüften (Coxa) und langen und dünnen Schenkelringen (Trochanter). Die Schenkel (Femora) und Schienen (Tibiae) erscheinen durch eine membranöse Region zweigeteilt. Der Tarsus besteht aus fünf langgestreckten Gliedern, mit deutlichen, stark gekrümmten Krallen am Ende. Alle drei Beinpaare sind gleich gestaltet. Die Arten können kaum laufen, nach kurzer Strecke katapultieren sie sich durch heftige Körperkrümmung in die Luft und bewegen sich bevorzugt fliegend.
Der Hinterleib ist langgestreckt zylindrisch und nur schwach sklerotisiert. Es sind neun Segmente erkennbar. Er trägt eine dichte, sehr kurze Behaarung und wenige Borsten an den Hinterkanten der Segmente. Stigmen fehlen völlig. Das dritte bis siebte Segment kann seitlich kleine Fortsätze (Paraterga) tragen. Am Hinterleibsende der Männchen sitzen die Begattungsorgane. Gonocoxite, Cerci und die Tergite der letzten Segmente sind zu einer paarigen Struktur verwachsen, der langgestreckte, ausstülpbare Aedeagus ist kaum sklerotisiert. Die Weibchen tragen lange, ein- oder zweisegmentige Cerci, eine Spermatheka ist nicht erkennbar.

### Larven und Puppen
Die hell gefärbten Larven sind schmal und langgestreckt, seitlich etwas zusammengedrückt, sie erreichen etwa 2 Millimeter Länge. Die deutlich sklerotisierte Kopfkapsel trägt recht lange, eingliedrige Antennen und ein Paar deutliche, dunkler gefärbte Larvenaugen (Stemmata). Die drei Rumpfsegmente besitzen keine Anhänge. Von den neun Hinterleibssegmenten tragen die ersten sieben und das neunte auffallend lange, paarige Scheinfüßchen. Die Mundwerkzeuge sind komplex gebaut, die Mandibeln breit mit einem gezähnten Kamm, das Labium breit, flach und am Ende gezähnt, mit je einer breiten Paralabialplatte. Es gibt vier Larvenstadien. Die langgestreckt zylindrische Puppe ist spärlich beborstet, sie besitzt weder erkennbare Stigmen noch Atemhörner oder andere Atemorgane.

## Lebensweise und Lebenszyklus
Nymphomyia-Arten sind selten, können aber in geeigneten Lebensräumen lokal sehr hohe Dichten erreichen. Die Larven von Nymphomyia leben am Grund von rasch fließenden, kalten Bergbächen, bis in etwa 3000 m Meereshöhe. Sie sitzen auf der Oberfläche von Steinen, die oft moosbedeckt sind. Einzelne Arten kommen seltener auch in Quellrinnsalen oder kleinen Flüssen mit steinigem Grund vor. Die Larven schaben mit ihren Mundwerkzeugen den Aufwuchs (Periphyton) aus Kieselalgen und Bakterien von den Steinoberflächen ab oder ernähren sich von Detritus. Nach vier Larvenstadien verpuppen sich die Larven im selben Habitat, wobei die Puppen oft etwas strömungsberuhigtere Abschnitte bevorzugen. Die geflügelten Imagines schwimmen nach dem Schlupf zur Wasseroberfläche, die sie mit heftigen, schlagenden Bewegungen durchstoßen. Die Imagines bilden, bevorzugt in den Abendstunden, wolkenartige Schwärme über dem Gewässer, die in Japan so dicht sein können, dass das gegenüberliegende Ufer nicht mehr erkennbar ist. Innerhalb der Schwärme fliegen benachbarte Individuen in einer schraubenartigen Bewegung aufeinander zu, die Paarung erfolgt im Flug. Die Paare landen auf Steinen am Gewässerufer und klettern anschließend, meist noch aneinandergekoppelt, zurück ins Wasser, wo die Weibchen ihre Eier ablegen. Oft werfen sie dafür offenbar ihre Flügel ab. Soweit bekannt, sterben die Imagines direkt nach der Eiablage. Es kommen offensichtlich Populationen mit einer Generation oder mit zwei Generationen (bivoltin) pro Jahr vor. Überwinterung erfolgt als Larve oder als Ei. Zumindest in Japan und in Sibirien sind zwei Arten nebeneinander im selben Fließgewässer gefunden worden, meist kommt aber in jedem Lebensraum nur eine Art vor.

## Verbreitung
Die erste Art der Gattung Nymphomyia wurde in Japan (Hokkaidō) gefunden. Inzwischen liegen Funde außerdem aus dem russischen Fernen Osten, der Mongolei und dem Himalaya vor. Die Entdeckung 1961 auch in Kanada galt damals als große Überraschung, inzwischen sind zahlreiche Funde im östlichen Kanada, bis in die nördliche USA, bekannt. Einzelne Beobachtungen gibt es auch viel weiter südlich, in Hongkong, Malaysia und auf Borneo. Die Familie ist also holarktisch verbreitet, fehlt aber in Europa. Es wird angenommen, dass sie hier im Eiszeitalter ausgestorben ist. 1995 wurde eine fossile Art, Nymphomyia succina, im baltischen und im Bitterfelder Bernstein gefunden, die ein früheres Vorkommen in Europa belegt. Die heutige Verbreitung der Gattung gilt als Reliktverbreitung, sie besteht aus inselartigen, oft weit voneinander getrennten (disjunkten) Teilgebieten.

## Phylogenie, Taxonomie, Systematik
Typusart der Gattung und Familie ist Nymphomya alba, die 1932 durch Masaaki Tokunaga in Japan entdeckt wurde. Die Funde aus Nordamerika und dem Himalaya wurden in zwei weiteren Gattungen (Palaeodipteron Ide, 1965, Felicitomyia Kevan, 1970) beschrieben, die aber beide durch Gregory W. Courtney mit Nymphomyia synonymisiert worden sind. Damit umfasst die Familie nur die eine Gattung. Derzeit werden sieben bis neun Arten anerkannt.
Frühere Bearbeiter sahen in der Familie, aufgrund der zahlreichen plesiomophen Merkmale der sehr larvenähnlichen Imagines, die urtümlichsten aller Zweiflügler, Boris Borissowitsch Rodendorf stellte sie in eine eigene Teilordnung Nymphomyiomorpha. Eine verbreitete Einordnung stellt sie zusammen mit den Familien Deuterophlebiidae und Blephariceridae in eine Unterordnung Blephariceromorpha. Andere sehen Beziehungen zur, ebenso rätselhaften Familie Axymyiidae oder der Teilordnung der Culicomorpha. Die Stellung der Nymphomyiidae im System ist damit derzeit ungeklärt.
Durch zahlreiche ähnliche morphologische Merkmale wird eine nahe Verwandtschaft zur Familie der Strashilidae vermutet, die lange als Parasiten von Flugsauriern oder gefiederten Dinosauriern galten, aber vermutlich eine ähnliche aquatische Lebensweise besaßen wie die Nymphomyia-Arten. Diese ausgestorbene Familie ist nur durch fossile Funde aus dem Jura Chinas und Russlands belegt.